# Flávio Furtado
Flávio Furtado (15 de març de 1978) és un boxejador de Cap Verd.
Furtado va participar en Boxa als Jocs Olímpics d'estiu de 2004 per Cap Verd. Va perdre 36-20 amb el canadenc Trevor Stewardson en el la categoria dels pesos lleugers en la ronda de 32. Furtado es va qualificar pels Jocs d'Atenes guanyant la medalla de plata al primer torneig de qualificacions olímpics AIBA, celebrat a Casablanca, Marroc, el 2004. En la final fou derrotat per l'argelí Abdelhani Kenzi. L'any següent va competir el 2005 Aficionat Mundial Campionats de Boxa en Mianyang, Xina on va ser derrotat per Lituània Daugirdas Šemiotas.